# Myoporum insulare
Il mioporo insulare (Myoporum insulare R.Br.) è una pianta arbustiva appartenente alla famiglia delle Scrofulariacee.

## Descrizione
La pianta è una sempreverde dal fusto glabro, con una corteccia grigio-brunastra. Fiorisce tra marzo e maggio.
Le foglie sono verdi e lanceolate (1-3 x 5–10 cm), mentre i fiori hanno peduncoli di 5–10 mm; il calice è di 2 mm, con punte acuminate-subaristate; la corolla ha un diametro di 10–11 mm, con uno stigma di 3 mm e cinque lobi arrotondati. Gli stami sono quattro, con antere giallastre; la drupa è scura, ovoide, e misura 4.5×6 mm.

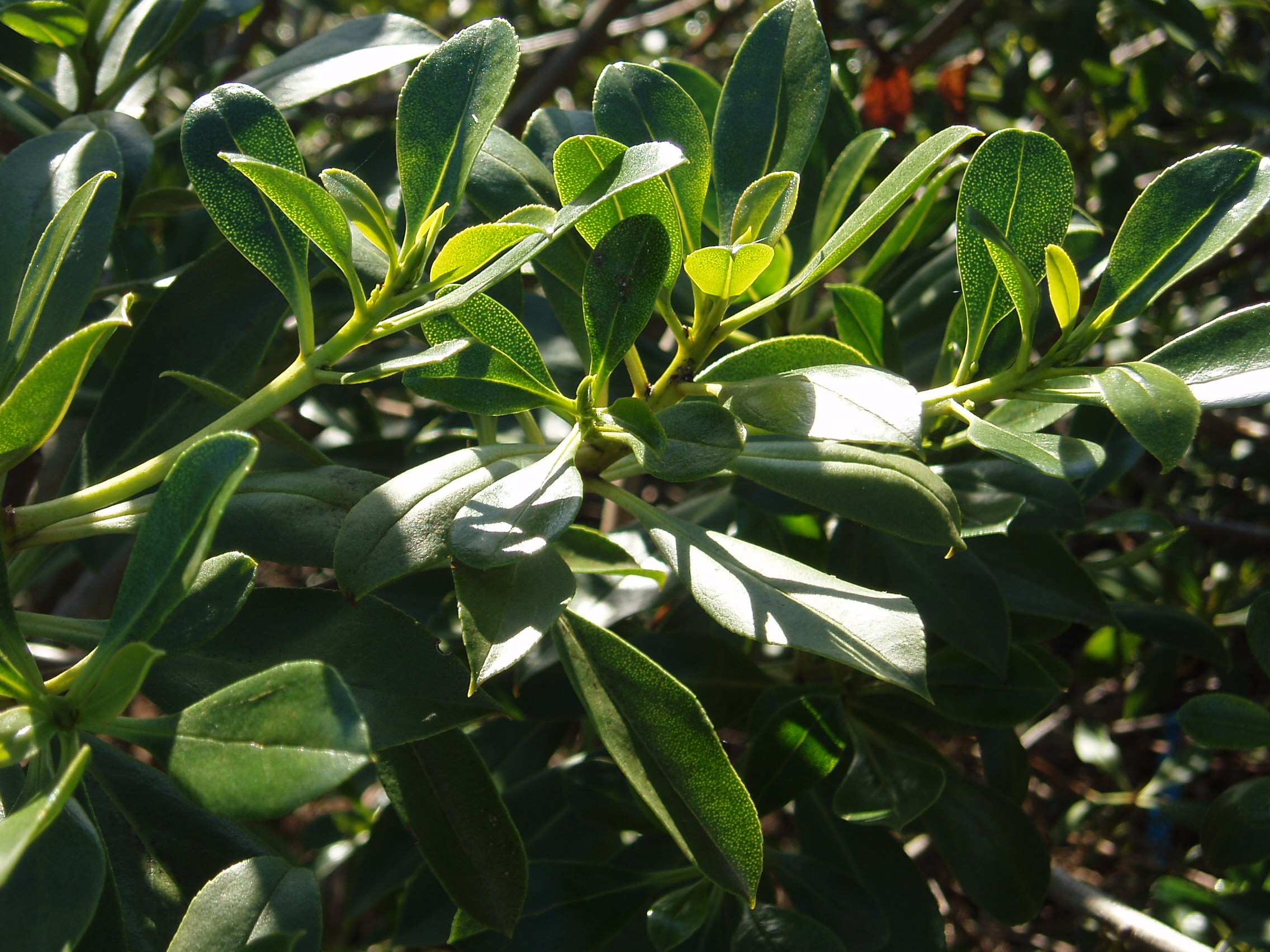
Foglie
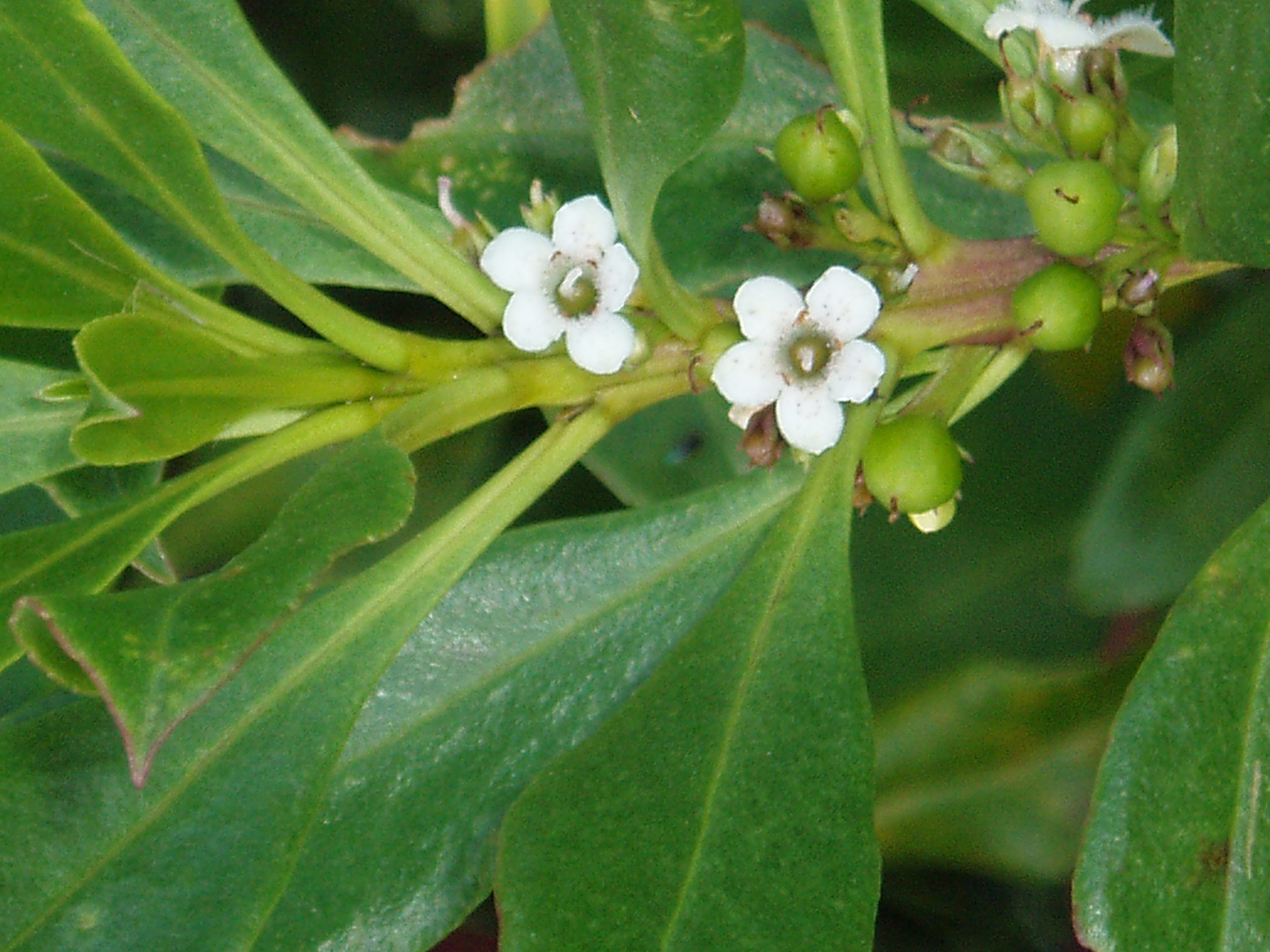
Fiori
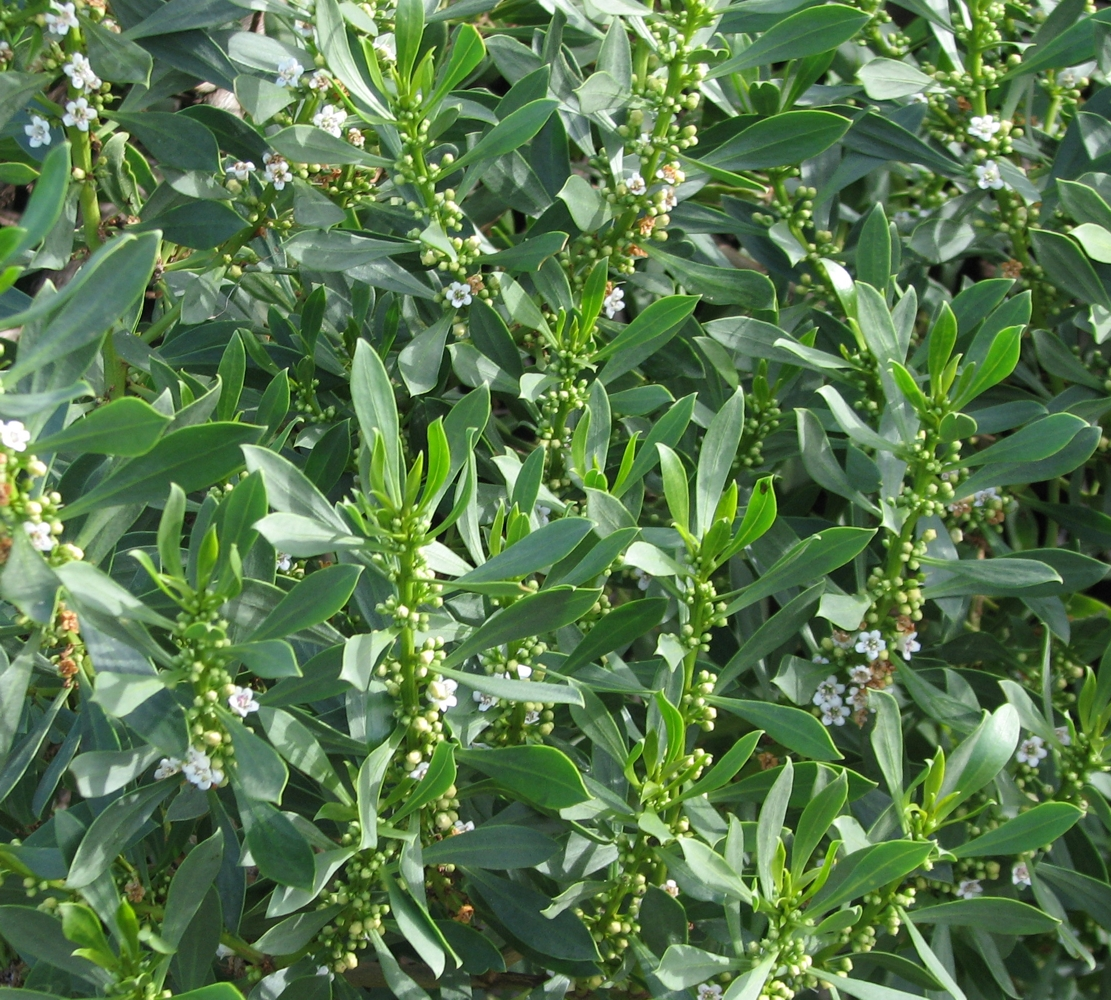
Infruttescenza
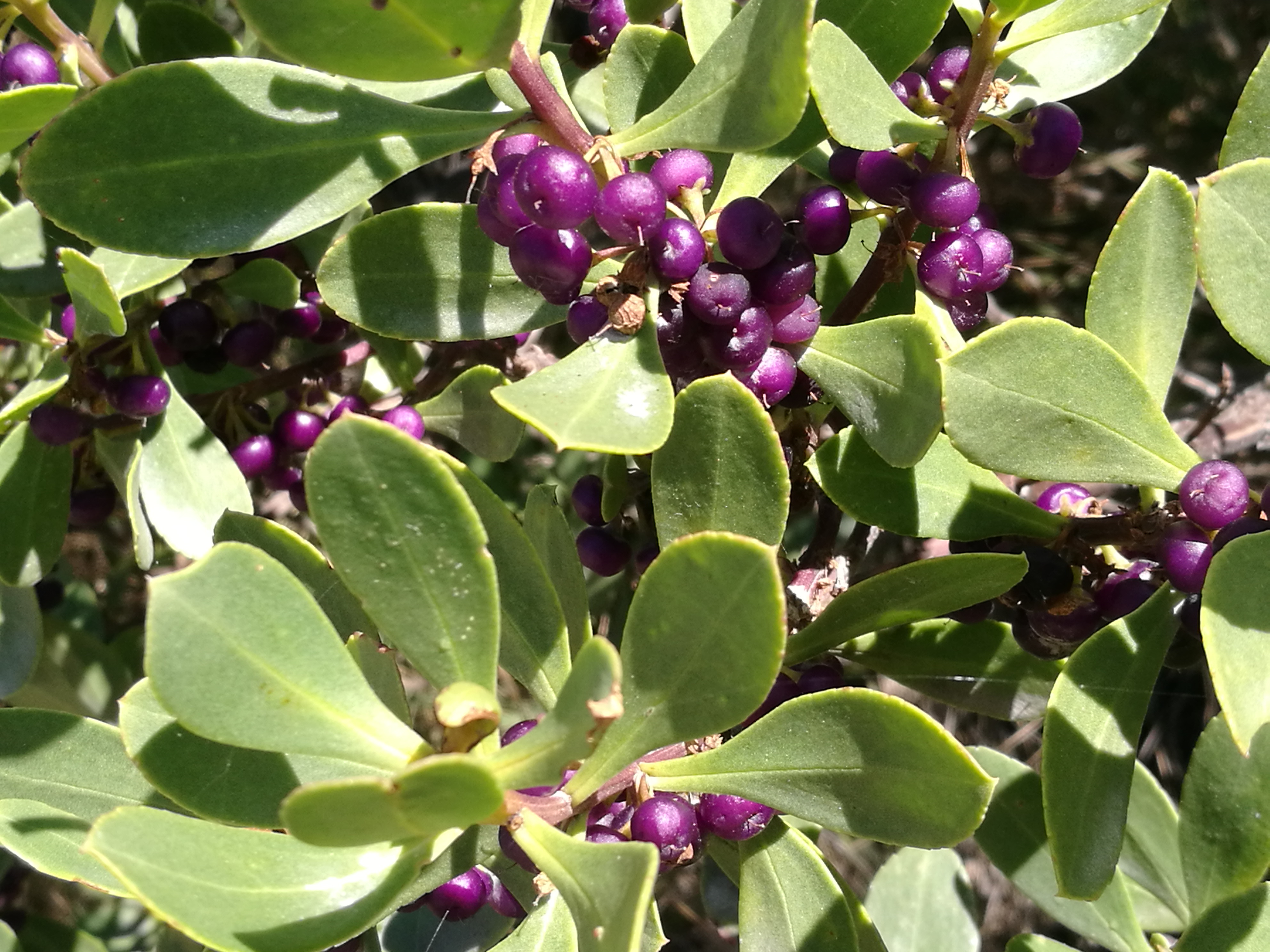
Frutti

## Distribuzione e habitat
La specie è originaria dell'Australia. È stata introdotta come pianta ornamentale, e si è naturalizzata, in Italia, Marocco, Portogallo e Spagna.
In Italia è comune, in Sicilia (a Palermo, Catania, sulla costa meridionale), in Sardegna (nell'isola dell'Asinara e di Tavolara ) e nel Lazio, presso Civitavecchia.